# Praia de Caetano
A Praia de Caetano ou Praia de Caetanos é uma praia brasileira localizada na cidade de Amontada, no estado do Ceará. Distante cerca de 177 km da capital do Estado, Fortaleza.Fortaleza
A praia de Caetanos está localizada próximo da praia de Icaraizinho de Amontada e a praia de Moitas.
1. ↑  «Praia de Caetanos no Ceará: O que fazer? Como Chegar?». icaraizinhodeamontada.com. 20 de janeiro de 2025. Consultado em 22 de janeiro de 2025
2. ↑  «Praia de Moitas: Ceará, a Rota das Emoções!». icaraizinhodeamontada.com. 18 de janeiro de 2025. Consultado em 22 de janeiro de 2025